# 司馬準
司馬準（しば じゅん、生年不詳 - 454年）は、東晋の皇族。字は巨之。本貫は河内郡温県。

## 経歴
西晋の汝南王司馬亮の後裔で、司馬景之の兄にあたる。泰常8年（423年）、3000家を率いて北魏に帰順した。ときに明元帝は虎牢関におり、司馬準は寧遠将軍の号を受け、新蔡公に封じられ、仮の相州刺史となった。明元帝に従って平城に入った。広寧郡太守に任じられて出向した。清廉質素なことで知られた。太武帝はこれを称賛して、布600匹を賜った。後に司馬準は平遠将軍に降号され、密陵侯に改封された。興光元年（454年）、死去した。
子の司馬安国が爵位を嗣いだ。

## 伝記資料
- 『魏書』巻37 列伝第25
- 『北史』巻29 列伝第17